# Walter Petsch
Walter Petsch (* 12. Dezember 1825 in Dresden; † 19. August 1903 in Leipzig) war ein deutscher Reichsgerichtsrat.

## Leben
Petsch war evangelisch. Der Sohn eines Generalauditeurs studierte nach dem Besuch der Dresdner Nicolai-Schule Rechtswissenschaften in Leipzig.
1850 wurde er auf den sächsischen Landesherrn vereidigt. 1851 wurde er Advokat. 1854 kam er als Hilfsassessor an das Bezirksgericht in Dresden. 1856 erfolgte die Ernennung zum Bezirksgerichtsrat.  1868 wurde er Bezirksgerichtsdirektor, nachdem er ein Jahr zuvor stellvertretender Direktor in Freiberg wurde 1870 wurde er von Freiberg nach Chemnitz versetzt. Ab 1874 war er Justizrat und Bezirksgerichtsdirektor in Leipzig.
1879 kam er an das neugegründete Reichsgericht. Er war im III. Strafsenat tätig. Er trat 1892 in den Ruhestand.
Er war verheiratet mit Sophie, geborene Sonnenkalb (1851–1929), einer Tochter von Hugo Sonnenkalb und wurde im Sonnenkalbschen Erbbegräbnis in der VII. Abteilung des Neuen Johannisfriedhofs beerdigt.